# 9M730 Burevestnik
9M730 Burevestnik (Buřňák, rusky Буревестник, v kódu NATO SSC-X-9 Skyfall) je vyvíjený ruský nový typ řízené střely s plochou dráhou letu s jaderným pohonem. 

## Historie a charakteristika
Test rakety měl proběhnout již v roce 2017. Vývoj celé skupiny nových typů jaderných zbraní (včetně Burevestniku) oznámil 1. března 2018 ruský prezident Vladimir Putin v rámci své každoroční zprávy o stavu země. Střela má mít díky jadernému pohonu prakticky neomezený dolet (měla by být schopna kroužit kolem zeměkoule i několik let), má být možné velmi flexibilně měnit směr jejího letu a neměla by být zachytitelná systémy protiraketové obrany. V případě úspěšného dokončení by se stala první mezikontinentální střelou s plochou dráhou letu vůbec.
Podle některých západních expertů a médií však Rusko nemohlo technologii jaderného pohonu rakety zvládnout tak rychle;  v období po únoru 2018 bylo dokonce uskutečněno několik neúspěšných testů. Na tento fakt odkazuje také kódové označení NATO „Skyfall“.
Podle obecně přijímaného názoru byl neúspěšný test střely 9M730 Burevestnik příčinou vážné jaderné havárie u ruské vesnice Ňonoksa ze srpna 2019, při níž byla uvolněna radiace tisíckrát silnější než smrtelná dávka a zahynulo sedm ruských vojáků a raketových specialistů.
Vývoj střely by mohl být dokončen v roce 2025.